# Agricultura en Tailandia

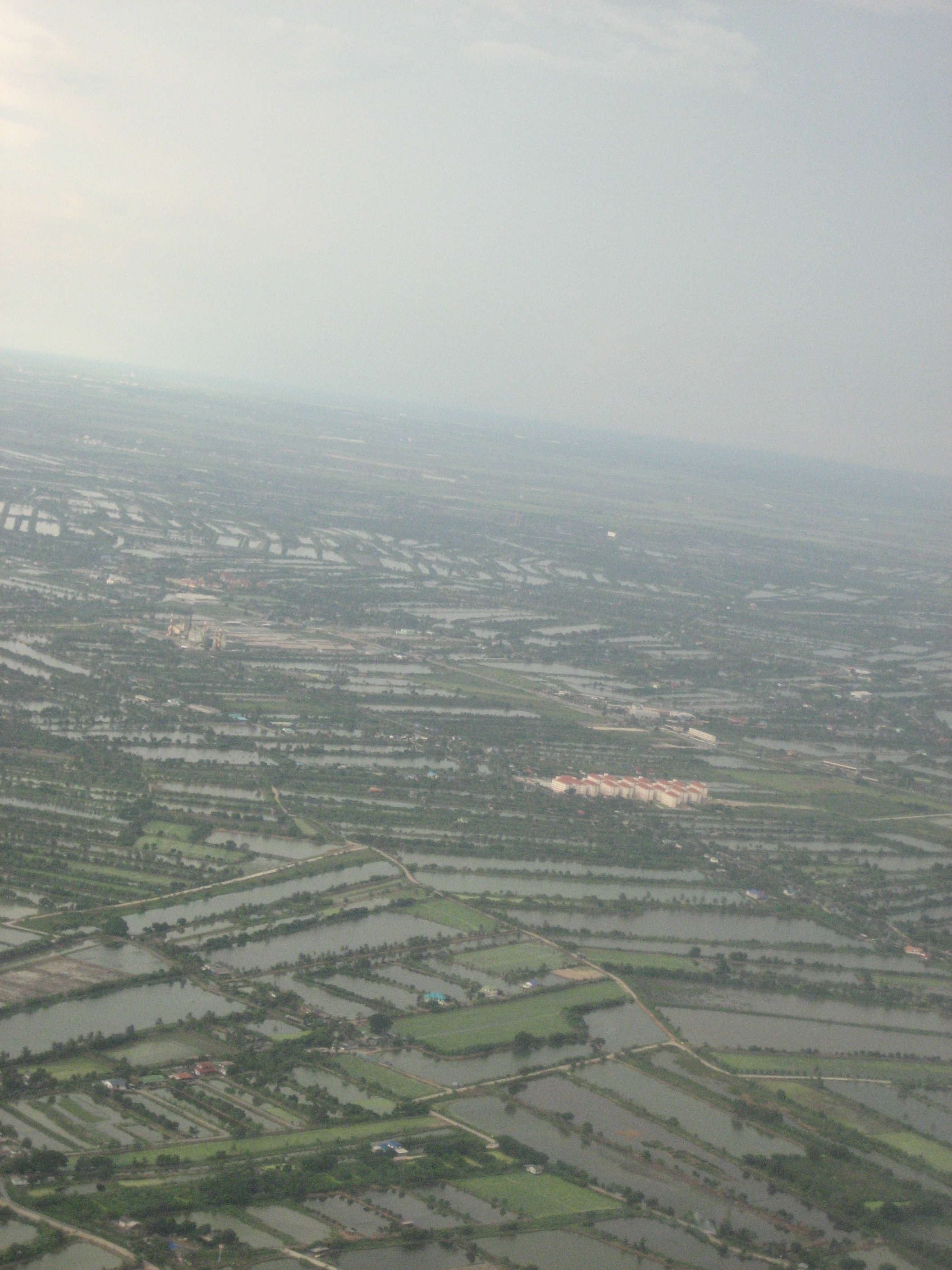
Vista aérea de los campos cerca de Bangkok.

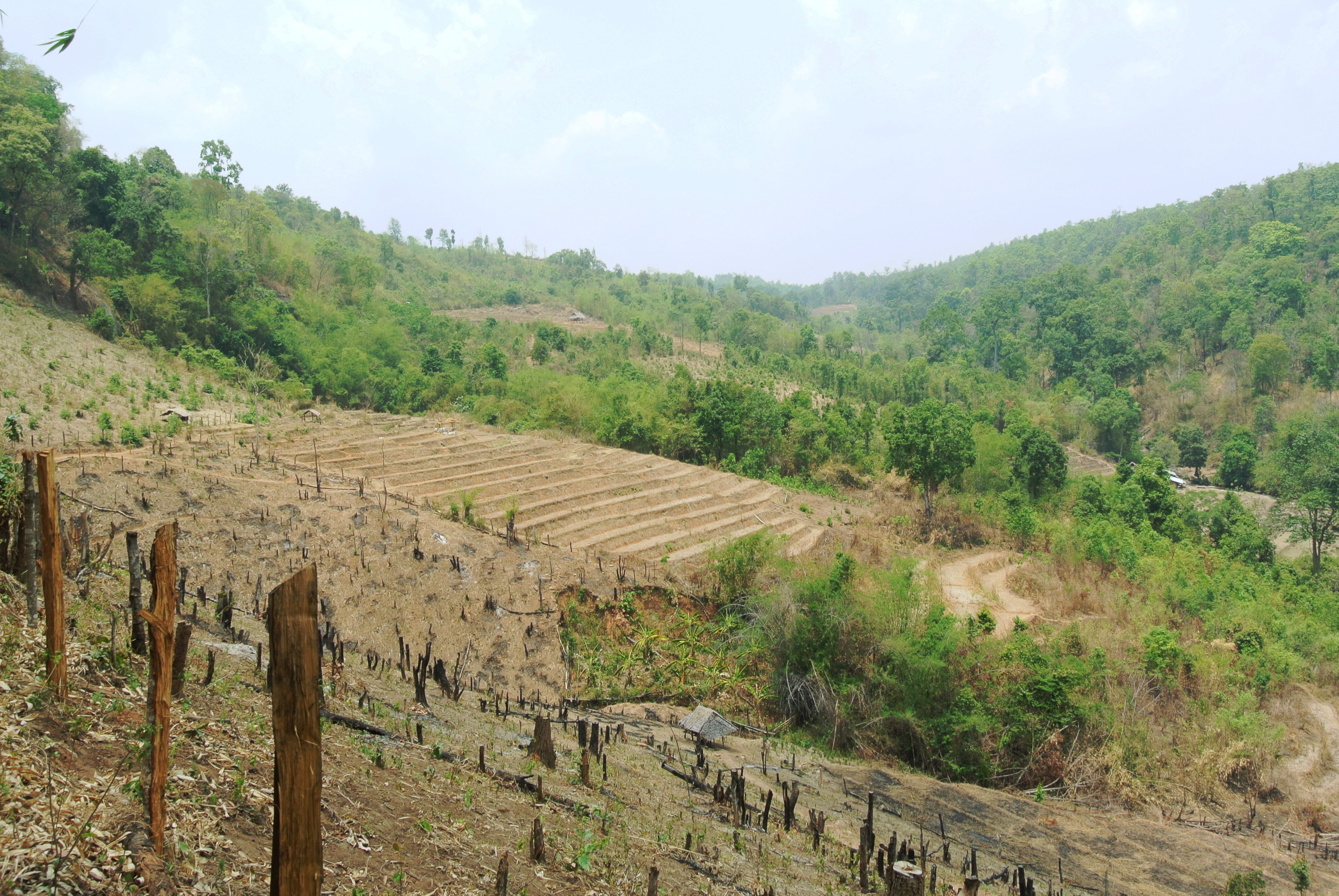
Utilización de la tierra por los Karens en el norte: quema prescrita y arroz.

La agricultura en Tailandia es muy competitiva, diversificada y especializada. Las exportaciones agrícolas tienen mucho éxito alrededor del mundo. El arroz es el cultivo más importante y Tailandia es el mayor exportador en el comercio mundial. Otros productos agrícolas que se producen en cantidades significativas son tapioca, caucho, cacao, cereales y azúcar. La industria alimentaria tailandesa exporta cada vez más comida procesada como piña. Además el norte de Tailandia es el lugar de origen del café Black Ivory.

## Historia
La agricultura de Tailandia ha sido estudiada a través de sus aspectos históricos, científicos y sociales para conocer como ha producido el estilo moderno de agricultura tailandesa. Después de la Revolución Neolítica, la sociedad en el área evolucionó de la caza y recolección, pasando por la fase de agro-pueblos hasta llegar a los imperios basados en la religión. La inmigración del pueblo Tai transmitió la influencia de la agricultura sostenible proveniente de otras regiones del mundo.
Desde el primer milenio después de Cristo, la cultura del arroz glutinoso llevó al gobierno local a regular el excedente comercializable. Aún hoy, estos sistemas han consolidado la importancia del cultivo del arroz elevando su papel como bien necesario para la seguridad nacional y como base para la economía. La influencia china y europea beneficiaron posteriormente los negocios agrícolas y su demanda hizo que los tailandeses incrementaran su población y expandieran el terreno para cultivar.
El reciente desarrollo en agricultura ha llevado a descender el desempleo desde 1960, que pasó de superar el 60% a estar por debajo del 10% a principios de los años 2000. En el mismo período los precios del alimento se redujeron a la mitad, reduciendo el hambre (de los 2,55 millones de familias en 1988 a 418.000 en 2007) y la malnutrición infantil que se ha reducido del 17% en 1987 al 7% en 2006. Esto ha sido conseguido:
- Mediante un fuerte y positiva inversión en infraestructuras, educación y acceso al crédito
- Iniciativas privadas con éxito en el sector agropecuario.

Esto ha posibilitado la transición de Tailandia a una economía industrializada.